# Gregor Zafošnik
Gregor Zafošnik, slovenski rimskokatoliški duhovnik in skladatelj, * 30. avgust 1902, Spodnja Nova vas, † 2. julij 1994, Maribor.

## Življenje in delo
Rodil se je očetu kmetu Pavlu in materi Antoniji (rojeni Venguš). V Mariboru je obiskoval klasično gimnazijo (1914–1922) in študiral teologijo (1922–1926) ter bil 1926 posvečen v duhovnika. V letih 1926–1931 je bil kaplan (Ruše, Slovenske Konjice, Celje). Od 1931–1936 nadaljeval študij na cerkvenoglasbenem oddelku Glasbene akademije na Dunaju. Leta 1936 je diplomiral iz gregorijanskega korala, orgel in dirigiranja; hkrati je poslušal dva semestra muzikologije na dunajski univerzi. V letih 1936–1941 je bil v Mariboru profesor verouka na srednjih šolah in glasbe v dijaškem semenišču, v šolskem letu 1940/1941 pa je predaval tudi koral v bogoslovnem semenišču. Med vojno 1941–1945 je bil v Beogradu organist v cerkvi vnebovzetja blažene Device Marije in profesor verouka na šestih gimnazijah. Skupaj z Jožo Vovkom je med vojno v beograjski francoski cerkvi vodil slovenski cerkveni pevski zbor. Po vojni je bil v Mariboru 1945–1949 ponovno profesor verouka, nato do upokojitve v letu 1979 ravnatelj stolnega kora, organist in sodelavec škofijske pisarne. Od leta 1968, ko je bil ustanovljen mariborski oddelek Teološke fakultete, je tu honorarno predaval cerkveno glasbo. Po vojni je organiziral vsakoletne tečaje za organiste v mariborski škofiji in bil glavni predavatelj. Zafošnik, ki je po 2. svetovni vojni vodil cerkveno glasbo v mariborski škofiji, je zapolnil vrzeli pri izobraževanju organistov. Pomen njegovega dela je zrasel po drugem vatikanskem koncilu (1962–1965), ki je odprl nove možnosti glasbenemu sodelovanju pri bogoslužju. Kot skladatelj se je zavestno držal preprostega glasbenega stavka, da bi olajšal delo šibkejšim zborom.
Za mešani zbor ali ljudsko petje je zložil več maš na slovenska liturgična besedila ter različne obredne, praznične in priložnostne pesmi, ob tem pa tudi številne speve med berili. Za moški zbor je prav tako zložil nekaj bogoslužnih pesmi. Svetnih skladb je ustvaril malo, priredil pa je številne koralne napeve in skladbe različnih avtorjev. Večina skladb je izšla v samozaložbi pri Škofijskem ordinariatu v Mariboru.
Napisal in v cerkvenih listih je objavil tudi več člankov: Naša pesem v Podravju (1940), glasbene ocene (1945–1946), Elektronske orgle (1969), O vnašanju slovenskih  glasbenih elementov v liturgijo (1978) in spesnil zbirko v sonetih Križev pot (1972). Ob Zafošnikovi 90-letnici je leta 1992 pri Slomškovi založbi v Mariboru izšla zbirka njegovih skladb z naslovom Cerkvene pesmi in spevi za mešani zbor.